# Paul Stolterfoth
Paul Wilhelm Gustav Stolterfoth (* 21. Juli 1837 in Königsberg; † 17. Dezember 1894) war ein Senatspräsident des Reichsgerichts.

## Leben
1858 wurde er auf den preußischen Landesherrn vereidigt. 1867 wurde er Kreisrichter. 1874 wurde er Landgerichtsrat und 1880 Oberlandesgerichtsrat. 1884 wurde er Hilfsarbeiter im Justizministerium und im selben Jahr dort Vortragender Rat. Neujahr 1889 wurde er Reichsgerichtsrat. Er war im II. Strafsenat und I. Zivilsenat tätig. Seiner Meinung nach war Kritik am Entwurf für das BGB ungerechtfertigt, da die Lösung der sozialen Forderungen bereits durch das öffentliche Recht in Angriff genommen sei.
Er war Mitglied der Überarbeitung des ADHGB, konnte aber sein Referat 1894 wegen Erkrankung nicht mehr abschließen.

## Werke
- Beiträge zur Beurtheilung des Entwurfs eines bürgerlichen Gesetzbuches für das Deutsche Reich. Veit, Leipzig 1890.